# Anolis gorgonae
Anolis gorgonae är en ödleart som beskrevs av  Barbour 1905. Anolis gorgonae ingår i släktet anolisar, och familjen Polychrotidae. Inga underarter finns listade i Catalogue of Life.

## Bildgalleri

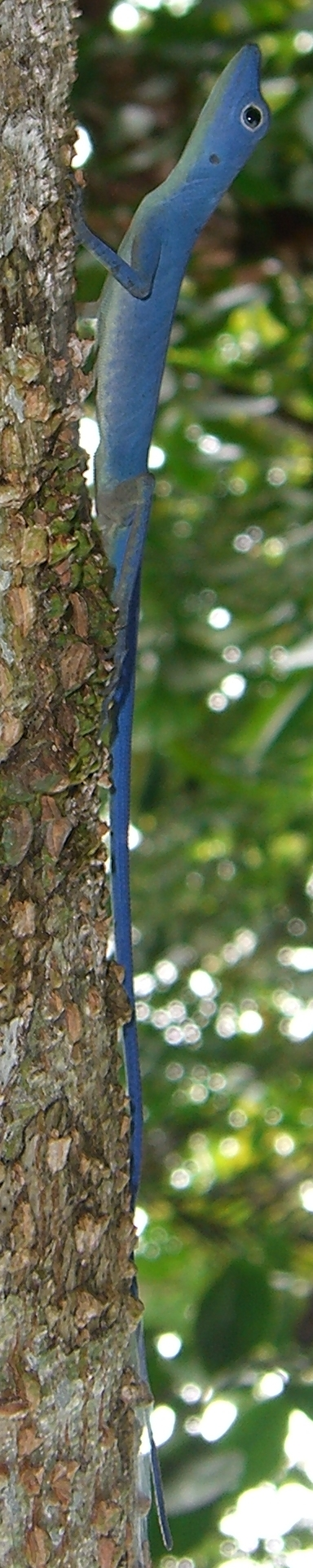